# Daleko
Daleko (engl. Faraway) je njemački igrani film iz 2023. godine u režiji Vanesse Jopp.

## Radnja
Zeynep Altin je žena koja pati od živčanog sloma. Nevjerojatno naporno radi, a ni suprug ni kći je ne cijene, a još manje ostarjeli otac. Odlučuje napustiti Monako i otići na hrvatski otok kako bi pronašla mir i tišinu.

## Emitiranje
Film je objavljen na platformi Netflix 8. ožujka 2023. godine.